# Relations entre l'Inde et la Sierra Leone
Les relations entre l'Inde et la Sierra Leone sont les relations bilatérales de la république de l'Inde et de la république de Sierra Leone. L'Inde dispose d'un consulat général honoraire à Freetown, qui fonctionne sous la juridiction du haut-commissariat de l'Inde à Accra, au Ghana. La Sierra Leone n'a pas de mission diplomatique en Inde.

## Histoire
L'Inde a ouvert un consulat général honoraire à Freetown en 1993. Le consulat fonctionne sous la juridiction du haut-commissariat de l'Inde à Accra, au Ghana. Plusieurs visites de haut niveau au niveau ministériel ont eu lieu entre les deux pays. Le ministre sierra-léonais de l'industrie et des transports, A.E. Bangura, s'est rendu à New Delhi en novembre 1998, devenant ainsi le premier ministre sierra-léonais à se rendre en Inde. Le président du Parlement sierra-léonais, accompagné de deux membres du Parlement, s'est rendu à New Delhi en janvier 2003. Le ministre des affaires étrangères Alhaji Momodu Koroma et le ministre du commerce et de l'industrie Kadi Sesay se sont rendus à New Delhi en novembre 2005. Koroma s'est rendu à nouveau dans le pays en janvier 2007. Plusieurs autres ministres et membres du Parlement sierra-léonais se sont également rendus en Inde.
La première visite d'un ministre indien en Sierra Leone a eu lieu en juillet 2000, lorsque le ministre de la défense George Fernandes s'est rendu dans le pays. La visite suivante d'un ministre indien dans le pays a également eu lieu une décennie plus tard, lorsque le ministre d'État aux affaires extérieures Anand Sharma s'est rendu dans le pays en janvier 2009. Le vice-ministre en chef du Bihar, Sushil Kumar Modi, s'est rendu en Sierra Leone pour assister à la Conférence sur le développement et la transformation de la Sierra Leone au début de 2012. Le ministre d'État aux ressources en eau, Ram Kripal Yadav, s'est rendu en Sierra Leone en tant qu'envoyé spécial du Premier ministre en juillet 2015 pour inviter le président Ernest Bai Koroma à participer au troisième sommet du Forum Inde-Afrique. Le président Koroma s'est rendu en Inde pour assister au sommet en octobre 2015, et a également eu des entretiens bilatéraux avec le Premier ministre Narendra Modi,.